# 泡麻球虫
泡麻球虫（学名：Styptosphaera spumescentis）为光滑球虫科麻球虫属的动物。在中国，分布于东海等海域。该物种的模式产地在28°30'N、128°E。